# Жан I де Шалон-Арле
Жан I де Шалон-Арле (фр. Jean I de Chalon-Arlay, 1258—1315) — сеньор д'Арле с 1267, виконт Безансона с 1295, основатель дома Шалон-Арле.

Герб сеньоров де Шалон-Арле

Сын Жана I де Шалона, графа Шалона и Осона, и Лауры де Коммерси.
Участвовал в кампании короля Рудольфа I Габсбурга против графов Бургундии и Пфирта, получил от короля имперское достоинство, право чеканки монеты и покровительство над аббатством Сен-Клод. В 1295, несмотря на противодействие архиепископа Безансона, стал виконтом этого города, ранее получившего вольный имперский статус. Участник лиги баронов Бургундского графства, противостоявших в 1296—1301 королю Франции Филиппу IV. Затем перешел на сторону Филиппа и стал его наместником в Бургундии.
В 1305 воевал с графом Монбельяра Рено Бургундским из-за замков Драмле, Бинан и Пиморен.

## Семья
1-й брак (1280): Маргарита Бургундская (ум. после 1305), дама де Витто, дочь Гуго IV, герцога Бургундии и Беатрисы Наваррской.
Дети:
- Гуго I де Шалон-Арле
- Жан де Шалон-Арле (1300–1335), епископ Базеля, затем Лангра
- Изабелла де Шалон-Арле (ум. 1352/1359). Муж: Людовик II Савойский, барон де Во (ум. 1349)

2-й брак: Алиса де Клермон (ум. 1330), виконтесса де Шатодён, дочь коннетабля Франции Рауля II де Клермона и Алисы де Дрё
Дочь:
- Екатерина Шалон-Арле (ум. 1355). Муж (1342): Тибо IV, сеньор де Невшатель.